# Deutsche Mannschaftsmeisterschaften Schwimmen (Männer) 2015
Der Ligenwettbewerb Deutsche Mannschaftsmeisterschaften Schwimmen, kurz DMS, der Männer wurde 2015 im Januar und Februar ausgetragen. Der Potsdamer SV sicherte sich zum ersten Mal den Titel des Deutschen Mannschaftsmeister.

## 1. Bundesliga
Der Potsdamer SV sicherte sich im Essener Hauptbad zum ersten Mal den Titel des Deutschen Mannschaftsmeister. In die untergeordnete 2. Bundesliga stiegen zur Folgesaison der DSW 1912 Darmstadt sowie nach einer Saison der VfL Sindelfingen ab, im Gegenzug stiegen in die 1. Bundesliga der SC Magdeburg und der TPSK 1925 auf.
Für die punktbeste Einzelleistung der Meisterschaft sorgte Marco Koch aus Darmstadt mit 909 Punkten über 200 m Brust.

### Modus
Im Wettkampf der 1. Bundesliga, an der 12 Mannschaften teilnahmen, wurde auf einer 25-m-Bahn an zwei aufeinanderfolgenden Tagen in drei Abschnitten jeweils das komplette olympische Programm geschwommen. Deutscher Mannschaftsmeister wurde die Mannschaft mit der höchsten Gesamtpunktzahl (berechnet anhand der FINA-Punktetabelle). Die zwei letztplatzierten Mannschaften der 1. Bundesliga (Plätze 11 und 12) stiegen in die 2. Bundesliga ab. Ein Schwimmer durfte nur in fünf Wettkämpfen starten, wobei eine Schwimmstrecke nur im Falle eines Nachschwimmens wiederholt werden durfte. Der Start im Nachschwimmen wurde auf die Anzahl der Starts des Schwimmers angerechnet.

### Zeitplan
| Zeitplan                 | Zeitplan  | Zeitplan     |
| ------------------------ | --------- | ------------ |
| Samstag: 7. Februar 2015 | 10.00 Uhr | 1. Abschnitt |
| Samstag: 7. Februar 2015 | 15.15 Uhr | 2. Abschnitt |
| Sonntag: 8. Februar 2015 | 10.00 Uhr | 3. Abschnitt |

### Abschlusstabelle
| Platz | Mannschaft                           | Gesamt Punkte | 1. Abschnitt Punkte | 2. Abschnitt Punkte | 3. Abschnitt Punkte |
| ----- | ------------------------------------ | ------------- | ------------------- | ------------------- | ------------------- |
| 01.   | Potsdamer SV                         | 28.523        | 9.627               | 9.202               | 9.694               |
| 02.   | SG Stadtwerke München (M)            | 27.802        | 9.429               | 8.994               | 9.379               |
| 03.   | SV Würzburg 05                       | 27.737        | 9.231               | 9.318               | 9.188               |
| 04.   | SG Neukölln Berlin                   | 27.247        | 9.059               | 9.012               | 9.176               |
| 05.   | SV Nikar Heidelberg (N)              | 27.193        | 8.839               | 9.011               | 9.343               |
| 06.   | SG Essen                             | 26.904        | 9.004               | 8.991               | 8.909               |
| 07.   | SG EWR Rheinhessen-Mainz             | 26.537        | 9.185               | 8.731               | 8.621               |
| 08.   | SSG Saar Max Ritter                  | 26.149        | 8.663               | 8.806               | 8.680               |
| 09.   | SG Frankfurt                         | 25.994        | 8.952               | 8.678               | 8.364               |
| 10.   | Wassersportfreunde von 1898 Hannover | 25.855        | 8.690               | 8.777               | 8.388               |
| 11.   | DSW 1912 Darmstadt                   | 25.467        | 8.576               | 8.601               | 8.290               |
| 12.   | VfL Sindelfingen (N)                 | 19.258        | 6.417               | 6.383               | 6.458               |

 Deutscher Mannschaftsmeister

 Absteiger in die 2. Bundesliga 2016

(M) Deutscher Mannschaftsmeister 2014

(N) Aufsteiger aus der 2. Bundesliga 2014

### Die Meistermannschaft
| 1.                                   | Potsdamer SV |
| kein Logo vom Potsdamer SV vorhanden | Tim-Thorben Suck, Klemens Degenhardt, Christian Diener, Lennard Juhra, Maximilian Bock, Yannick Lebherz, Felix Wolf, Tom Heclau, Dominik Orthen, Carl Louis Schwarz, Johannes Hintze - Trainer: Jörg Hoffmann |

## 2. Bundesliga
Die zwei punktbesten Mannschaften aus der 2. Bundesliga und damit Aufsteiger in die 1. Bundesliga, kamen mit dem SC Magdeburg aus der Staffel Nord und mit der TPSK 1925 aus der Staffel West.

### Modus
Der Wettkampf der 2. Bundesliga war ausgelegt für je 12 Mannschaften in den Ligen Nord, West und Süd. Auf einer 25-m-Bahn wurde in zwei Abschnitten an einem Tag jeweils das komplette olympische Programm geschwommen. Die beiden punktbesten Mannschaften (berechnet anhand der FINA-Punktetabelle) der 2. Bundesligen (übergreifende Wertung) stiegen in die 1. Bundesliga auf. Die beiden letztplatzierten Mannschaften jeder Staffel (Plätze 11 und 12) stiegen in die höchste Landesverbandsliga ab. Stiegen aus der 1. Bundesliga mehr Mannschaften in eine Staffel der 2. Bundesliga ab, als aus dieser in die 1. Bundesliga aufstiegen, mussten so viele Mannschaften aus der betroffenen Staffel absteigen, dass jeder Staffel wieder 12 Mannschaften angehörten. Ein Schwimmer durfte nur in vier Wettkämpfen starten, wobei eine Schwimmstrecke nur im Falle eines Nachschwimmens wiederholt werden durfte. Der Start im Nachschwimmen wurde auf die Anzahl der Starts des Schwimmers angerechnet.

### Staffel Nord
Der Wettkampf fand am 7. Februar 2015 in Hamburg-Dulsberg in der dortigen Schwimmhalle des Landesleistungszentrum statt.
Für die punktbeste Einzelleistung der 2. Bundesliga Nord sorgte Eric Reuß aus Magdeburg mit 782 Punkten über 1.500 m Freistil.
| Platz | Mannschaft                                  | Gesamt Punkte | 1. Abschnitt Punkte | 2. Abschnitt Punkte |
| ----- | ------------------------------------------- | ------------- | ------------------- | ------------------- |
| 01.   | SC Magdeburg                                | 17.203        | 8.517               | 8.686               |
| 02.   | Berliner TSC                                | 16.191        | 8.102               | 8.089               |
| 03.   | SV Halle (A)                                | 16.120        | 8.125               | 7.995               |
| 04.   | Hamburger Schwimm-Club von 1879             | 15.957        | 7.938               | 8.019               |
| 05.   | SG HT16 Hamburg                             | 15.685        | 7.813               | 7.872               |
| 06.   | Wasserfreunde Spandau 04                    | 15.645        | 7.863               | 7.782               |
| 07.   | Swim-Team Stadtwerke Elmshorn               | 15.414        | 7.596               | 7.818               |
| 08.   | SG Region Oldenburg                         | 14.725        | 7.394               | 7.331               |
| 09.   | SG Osnabrück                                | 14.106        | 7.007               | 7.099               |
| 10.   | Wassersportfreunde von 1898 Hannover II (N) | 13.888        | 6.866               | 7.022               |
| 11.   | SGS Hamburg (N)                             | 13.160        | 6.469               | 6.691               |
| 12.   | SSG Bremen/Bremerhaven                      | 11.937        | 6.132               | 5.805               |

 Aufsteiger in die 1. Bundesliga 2016

 Absteiger in die Landesverbandsebene

(A) Absteiger aus der 1. Bundesliga 2014

(N) Aufsteiger aus der Landesverbandsebene

### Staffel West
Der Wettkampf fand am 7. Februar 2015 im Zentralbad von Gelsenkirchen statt.
Für die punktbeste Einzelleistung der 2. Bundesliga West sorgte Fabian Heitkemper aus Bergheim mit 777 Punkten über 1.500 m Freistil.
| Platz | Mannschaft               | Gesamt Punkte | 1. Abschnitt Punkte | 2. Abschnitt Punkte |
| ----- | ------------------------ | ------------- | ------------------- | ------------------- |
| 01.   | TPSK 1925                | 16.787        | 8.288               | 8.499               |
| 02.   | SG Dortmund              | 16.142        | 8.157               | 7.985               |
| 03.   | SG Gelsenkirchen         | 15.527        | 7.923               | 7.604               |
| 04.   | SG Ruhr                  | 15.490        | 7.889               | 7.601               |
| 05.   | SG Bergheim              | 15.346        | 7.730               | 7.616               |
| 06.   | SG Bayer                 | 15.322        | 7.644               | 7.678               |
| 07.   | Duisburger ST            | 15.029        | 7.515               | 7.514               |
| 08.   | SG Rhein-Erft Köln       | 15.014        | 7.467               | 7.547               |
| 09.   | SG Lünen                 | 14.919        | 7.537               | 7.382               |
| 10.   | SG Essen II              | 14.602        | 7.357               | 7.245               |
| 11.   | SG Mönchengladbach (N)   | 14.547        | 7.354               | 7.193               |
| 12.   | SG Schwimmen Münster (N) | 14.319        | 7.133               | 7.186               |

 Aufsteiger in die 1. Bundesliga 2016

 Absteiger in die Landesverbandsebene

(N) Aufsteiger aus der Landesverbandsebene

### Staffel Süd
Der Wettkampf fand am 7. Februar 2015 im Hallenbad Mittleres Kinzigtal von Gelnhausen statt.
Für die punktbeste Einzelleistung der 2. Bundesliga Süd sorgte Tony Lukas Fitterer aus Freiburg mit 753 Punkten über 100 m Freistil.
| Platz | Mannschaft                   | Gesamt Punkte | 1. Abschnitt Punkte | 2. Abschnitt Punkte |
| ----- | ---------------------------- | ------------- | ------------------- | ------------------- |
| 01.   | SG Regio Freiburg            | 16.431        | 8.215               | 8.216               |
| 02.   | SSG Reutlingen/Tübingen      | 16.143        | 8.008               | 8.135               |
| 03.   | SV Gelnhausen                | 15.621        | 7.757               | 7.864               |
| 04.   | SV Schwäbisch Gmünd (N)      | 15.334        | 7.791               | 7.543               |
| 05.   | SC Wiesbaden 1911 (A)        | 15.300        | 7.725               | 7.575               |
| 06.   | EOSC Offenbach (N)           | 15.102        | 7.520               | 7.582               |
| 07.   | SG Bamberg                   | 15.037        | 7.620               | 7.417               |
| 08.   | TSV Hohenbrunn-Riemerling    | 14.593        | 7.142               | 7.451               |
| 09.   | SSV Ulm 1846                 | 14.305        | 7.207               | 7.098               |
| 10.   | SG Stadtwerke München II (N) | 14.002        | 6.958               | 7.044               |
| 11.   | SC Chemnitz 1892             | 13.124        | 6.573               | 6.551               |
| 12.   | SSG 81 Erlangen              | 10.114        | 5.070               | 5.044               |

 Absteiger in die Landesverbandsebene
 (A) Absteiger aus der 1. Bundesliga 2014
 (N) Aufsteiger aus der Landesverbandsebene

## Landesverbandsebene
Vom 17. Januar bis 28. Februar 2015 wurden die Wettkämpfe auf Landesebene durchgeführt, wo die Aufsteiger in die 2. Bundesliga ermittelt wurden.

### Modus
Die Wettkämpfe auf Landesebene wurden auf einer 25-m-Bahn an einem Tag durchgeführt. Dabei wurde in zwei Abschnitten jeweils das komplette olympische Programm geschwommen. Die beiden punktbesten Mannschaften (berechnet anhand der FINA-Punktetabelle) jeder Region (Nord, West und Süd) stiegen in die 2. Bundesliga auf. Stiegen mehr Mannschaften aus einer Staffel der 2. Bundesliga in die 1. Bundesliga auf, als in diese abstiegen, stiegen so viele nächstplatzierte Mannschaften aus der zugehörigen Landesverbandsregion in die 2. Bundesliga auf, dass dieser Staffel wieder 12 Mannschaften angehörten. Ein Schwimmer durfte nur in vier Wettkämpfen starten, wobei eine Schwimmstrecke nur im Falle eines Nachschwimmens wiederholt werden durfte. Der Start im Nachschwimmen wurde auf die Anzahl der Starts des Schwimmers angerechnet.

### Aufsteiger
| Mannschaft                | Punkte | Landesverband                      |
| ------------------------- | ------ | ---------------------------------- |
| Staffel Nord              |        |                                    |
| SGS Hannover              | 13.683 | Landesschwimmverband Niedersachsen |
| SC Poseidon Berlin        | 13.645 | Berliner Schwimm-Verband           |
| TWG 1861 Göttingen        | 13.525 | Landesschwimmverband Niedersachsen |
| Staffel West              |        |                                    |
| Aachener Schwimmverein 06 | 15.176 | Schwimmverband Nordrhein-Westfalen |
| Ahlener SG                | 15.004 | Schwimmverband Nordrhein-Westfalen |
| Wasserfreunde Bielefeld   | 14.365 | Schwimmverband Nordrhein-Westfalen |
| Staffel Süd               |        |                                    |
| SV Würzburg 05 II         | 14.607 | Bayerischer Schwimmverband         |
| SC Delphin Ingolstadt     | 14.399 | Bayerischer Schwimmverband         |